# Stazione di Beura-Cardezza
La stazione di Beura-Cardezza era una fermata ferroviaria posta sulla linea Domodossola-Milano. Serviva l'omonimo centro abitato.

## Storia
Originariamente stazione, venne trasformata in fermata nel 2002; venne poi soppressa il 14 dicembre 2014.

## Movimento
L'impianto era servito, fino alla sua soppressione, dai regionali di Trenord nell'ambito del contratto stipulato con le regioni Piemonte e Lombardia.

## Servizi
È gestita da Rete Ferroviaria Italiana che ai fini commerciali classificava l'impianto quando in uso in categoria Bronze